# ابوالحسن ابن علی قلصادی
أبو الحسن علی بن محمد بن علی القرشی قلصادی (۱۴۱۲–۱۴۸۶م) ریاضیدان مسلمان عرب اهل اندلس و متخصص در فقه وراثت اسلامی بود.
فرانتس وپکه به دلیل برداشتن «اولین گام‌ها در جهت معرفی نمادهای جبری» وی را یکی از تأثیرگذارترین افراد در خلق نمادهای جبری می‌داند. اثر مهم او التبصیر فی علم الحساب یا «روشن ساختن علم حساب» است.

## زندگی
وی در بازه، یکی از شهرکهای امارت غرناطه (گرانادا) به دنیا آمد. تحصیلات خود را در گرانادا دریافت کرد و به حمایت از خانواده خود در بازه ادامه داد.
نقشه سواحل پادشاهی گرانادا توسط پیری ریس (قرن ۱۶).
آثار او به جبر می‌پرداخت و حاوی پاسخ‌های ریاضی دقیق به مسائل زندگی روزمره، مانند ترکیب داروها، محاسبه قطرات کانال‌های آبیاری و توضیح تقلب‌های مرتبط با ابزار اندازه‌گیری بود. بخش دوم متعلق به سنت قدیمی ریاضیات قضایی و فرهنگی است و به مجموعه ای از مسائل کوچک حسابی می‌پیوندد که در قالب معماهای شعری ارائه شده‌است.
در سال ۱۴۸۰ نیروهای مسیحی کاتولیک فردیناند و ایزابلا، «سلاطین کاتولیک» به شهر یورش بردند و اغلب آنها را غارت کردند، القلصادی در ارگ‌های کوهستانی در مجاورت بازا پنهان و سرانجام وطن خود را ترک کرد و با خانواده خود به بیجا در تونس پناه برد، جایی که در سال ۱۴۸۶ درگذشت.
بازه در نهایت توسط نیروهای فردیناند و ایزابلا محاصره شد و ساکنان آن غارت شدند.

## نمادهای جبری
القلصادی مانند اسلاف خود از نماد جبری استفاده می‌کرد. فرانتس وپکه معتقد بود که نمادهای جبری توسط خود قلصادی ایجاد شده‌است ولی این نمادها در واقع توسط ریاضیدانان مسلمان صدها سال قبل از او نیز استفاده شده بودند.[۱] 
قلصادی نمادهای ریاضی را با استفاده از نویسه‌های الفبای عربی نشان می‌داد:
```
و (wa) به معنای «و» برای جمع (+) است.
```

```
إلا (اِللاً) به معنای واقعی کلمه، «جز» ; برای تفریق (-)
```

(فی) به معنای واقعی کلمه، «در» برای ضرب (*)
```
(علی) برای تقسیم (/)
```

```
ج (j) به معنای جزر
```

```
ش (sh) یا شی ء به معنای «چیز» برای متغیر (x) است.
```

```
م (m) برای مربع (x2) است.
```

```
ک (k) برای مکعب (x3) است.
```

```
ل (l) نشان دهنده ya'adilu برای برابری (=)
```

به عنوان مثال معادله 2x 3 + 3 x 2 − 4 x + ۵ = ۰ با استفاده از نمادهای او به صورت زیر نوشته می‌شد:
۲ فی شک و ۳ فی شم إلا ۴ فی ش و ۵ ل .